# Unterellmau
Unterellmau ist ein Dorf bei Fuschl am See im Bundesland Salzburg.
Unterellmau ist zugleich Ortsteil der Gemeinde Fuschl am See und liegt südöstlich von Fuschl im Tal des Ellmaubaches, einem Zufluss des Fuschlsees. Es ist im Nordwesten von Ellmaustein, im Osten vom Sulzberg und im Süden vom Sonnberg umgeben. Im Ort befinden sich mehrere Pensionen und Gasthäuser. Die Straße von Fuschl nach Unterellmau führt weiter nach Oberellmau und endet dort in einem Talschluss.